# Raplamaa
Raplamaa (magyarul: Rapla megye) Észtország tizenöt megyéjének egyike. Az ország nyugati részén található, székhelye Rapla. 

## Történelem
A megyét 1241-ben említik először, egy dán népszámláláskor. 1950-től megyeszékhelye Rapla.

## Földrajz
Területe 2979.70 km². Északról Harju megye, keletről Järva megye, délről Pärnu megye, nyugatról Lääne megye határolja. Rapla megye gazdag mészkőben, agyagban, és tőzegben. Több mocsár is található itt. Nincs tengerpartja. 

## Lakosság
2009-ben a megye lakossága 36678 fő volt. Ez 2013-ban 34442-re csökkent. Ebből körülbelül 5-6000 fő a megyeszékhelyen él. A megyének 94%-a észt állampolgár.  